# Не Ганьну
Не Ганьну́ (кит. трад. 聂绀弩; 1903 — 26 марта 1986 г.) — китайский поэт, писатель-эссеист. Выпускник Коммунистического университета трудящихся Китая (1927).

## Биография
Не Ганьну родился в 1903 году в семье землевладельцев в уезде Цзиншань провинции Хубэй. Через год умерла его мать. Отец заново женился, а воспитанием мальчика занимался его дядя, который принял Не, как своего сына. В 1915 году Не был принят учиться в школу округа. В 1919 году умер и его дядя.
В 1920-е годы присоединился к гоминьдановцам, был «одним из первых кадетов» в военном училище Хуанпу (где встретил Чжоу Эньлая), а затем учился в СССР — в Коммунистическом университете трудящихся Китая им. Сунь Ятсена (где встретил Цзян Цзинго). В 1927 году он вернулся в Китай и четыре года спустя вступил в Лигу левых писателей.
Во время Второй китайско-японской войны (1937—1945) работал редактором журнала Yecao (кит. 野草; Сорняк). Во время китайской Гражданской войны написал произведения «Коллекции в крови» (кит. 血书) и «Бурчания» (кит. 沉吟). После основания Китайской Народной Республики уехал в Гонконг, где работал в газете Вэнь Вэй.
После издания ЦК КПК «Директивы о начале борьбы со скрытыми контрреволюционными элементами» 1955 года Не Ганьну был в числе 77 сторонников Ху Фэна, арестованных вместе с ним. Затем был исключён из партии и пострадал во время кампании против правых элементов.
Во время культурной революции был заключен в тюрьму и приговорен к пожизненному заключению за «контрреволюционную деятельность». Умер 26 марта 1988 года в Пекине. Освобождён в 1976 году и реабилитирован в 1979 году.

## Произведения
С 1935 по 1986 год Не Ганьну опубликовал в общей сложности 31 произведение, включая классические китайские эссе, романы, стихотворения. Основные его работы:
- Короткие рассказы: «Встреча», «Две дороги», «Ночная драма», «Коллекция обезьян креста»;
- Очерки: «Чан Чан», «Размышления», «Колосс», «Яошан Янчжун», «Проза Ган Бяо»;
- Эссе: «Книга крови», «Тайны истории», «Змеи и башни», «Просветление раннего утра», «Об интеллектуалах», «Два ворона», «Зарубежные странности», «Эгейские выборы», «Археологические материалы Nie Gan»;
- Поэтические сборники: «Новый год», «Горный призыв», «Три травы», «Сан Йи», «Маленький Феникс»;
- Мемуары «Следы»;
- Литературоведческие работы: «Сборник китайской классической фантастики», «От народного к новому сочинению».